# 穆文斌
穆文斌（1972年9月28日—），生于湖北省荆州地区监利县（今荆州市监利市），基督教新教徒，中国民主人权运动活动家，美国公民。曾任中国民族民主党主席、中国民主党全国联合总部副秘书长、中国社会民主党中央委员会部长会议副主席、中华民国复兴机构理事长。穆文斌曾被广东省深圳市中级人民法院以“阴谋颠覆政府罪”判处有期徒刑5年，刑满后在北京工作。2009年，穆文斌在美国朋友郭宝胜、吴倩帮助下流亡至美国。

## 出身
穆文斌1972年9月28日(农历8月21日，孔子诞辰日)生于湖北省监利县桥市镇，1988年后来随家迁居湖南岳阳。祖父穆经山曾经参加新四军“洪湖赤卫队”八年抗日战争和四年国共内战，父亲穆新法曾参加过海军。他在岳阳三中读书期间，曾擔任學校團委宣傳部長及學生會副主席。

## 早年政治經歷
1989年六四事件爆发前，17岁的穆文斌曾参加湖南省岳阳市的示威活動，声援北京天安门广场学生绝食静坐。他原计划去北京天安门参加学生运动，因京广线铁路被堵而终止赴京计划。
六四事件後，穆文斌投入於政治事務。他在1990年於湖北创立自由中国会。其後，穆文斌在1994年创建民族民主党，旨在推翻中國共產黨政權。通过香港刊物《前哨》，穆文斌與海外民運組織「中国民联」负责人薛伟联络，并积极参加其活动。
1995年6月，穆文斌被深圳公安逮捕。穆文斌因成立民族民主党，进行「反革命宣传」，被深圳中级法院判处有期徒刑五年，剥夺政治权利五年。穆文斌曾在深圳市看守所关押三年，白天从事繁重的劳动。他在深圳看守所结识了政治犯李文明、郭宝胜 。1997年7月，他被调到韶关监狱。

## 出狱后北京经历
- 2000年6月28日从韶关监狱刑满出狱，他在两周后重返深圳，被深圳公安局驱逐出境
- 2000年9月，在深圳市看守所狱中难友李文明、郭保胜等朋友的帮助下到北京工作。
- 2009年8月8日，他在北京守望教会由金天明牧师施洗成为耶稣基督的门徒。

## 流亡海外
2009年9月28日，穆文斌在美国朋友吴倩、郭保胜帮助下流亡至美国加州旧金山湾区，加入中国民主党全国联合总部，担任副秘书长兼旧金山党部主席。在此期间，他曾参与多項抗議活動，包括抗议中共统治60周年活动、抗议中共逼迫北京守望教会户外聚会活动，以及签名要求中共释放刘晓波活动。
2011年6月，穆文斌担任中国民主党全国联合总部常委会秘书兼副秘书长，并迁居纽约。6月15日至8月1日，穆文斌、杨梦笔、李东澄、汪岷和韩武發起「中国人权铁马万里行」活动。五人從紐約出發，骑自行车横跨美国大陆，到达西岸的洛杉矶，呼吁当局释放艾未未和刘晓波博士。
2012年底至2013年初兼任中国民主党纽约唐人街党部执行主任。2013年底辞去中国民主党全国联合总部副秘书长职务。2013年担任中国社民党中央委员兼美东党部主任。2015年担任中国社民党中央委员会部长会议副主席，2016年初辞去该职务。2016年起任中华民国复兴机构理事长，后辞去该职务，解散中华民国复兴机构。现为独立民主人士。